# Hylomyscus kerbispeterhansi
Hylomyscus kerbispeterhansi (Demos, Agwanda & Hickerson, 2014) è un roditore della famiglia dei Muridi endemico del Kenya.

## Descrizione

### Dimensioni
Roditore di piccole dimensioni, con la lunghezza della testa e del corpo tra 80 e 103 mm, la lunghezza della coda tra 108 e 158 mm, la lunghezza del piede tra 18 e 22 mm, la lunghezza delle orecchie tra 17 e 22 mm e un peso fino a 39 g.

### Aspetto
La pelliccia è lunga, soffice e fine. Le parti dorsali sono grigio ardesia con la punta dei peli rosso-brunastra e dei peli più lunghi bruno-nerastri in particolare sulla groppa, i fianchi gradualmente assumono un colore bruno-rossastro chiaro, mentre le parti ventrali sono grigio-biancastre. Le orecchie sono marroni scure. I piedi sono corti e stretti, il dorso delle zampe è ricoperto di corti peli marroni chiari, con gli artigli ricoperti da ciuffi di peli bianchi. La coda è più lunga della testa e del corpo, è marrone scura e priva di peli, eccetto un ciuffo di peli lunghi all'estremità. Le femmine hanno un paio di mammelle ascellari e due paia inguinali.

## Biologia

### Comportamento
È una specie arboricola e notturna.

### Riproduzione
Le femmine danno alla luce 3-5 piccoli alla volta.

## Distribuzione e habitat
Questa specie è conosciuta soltanto sulla catena del Monte Elgon, nel Kenya occidentale, ai confini con l'Uganda.
Vive nelle foreste sopra i 2.300 metri di altitudine.

## Conservazione
Questa specie, essendo stata scoperta solo recentemente, non è stata sottoposta ancora a nessun criterio di conservazione.